# ماري خوسيه
ماري خوسيه (4 أغسطس 1906 - 27 يناير 2001) آخر ملكة لإيطاليا.
وهي زوجة آخر ملك لإيطاليا أومبرتو الثاني. اشتهرت بلقب «ملكة مايو» لولايتها مدة 35 يومًا فقط كملكة. هي أصغر أبناء الملك ألبرت الأول ملك بلجيكا وزوجته الدوقة إليزابيث في بافاريا.

## روابط خارجية
- ماري خوسيه على موقع مونزينجر (الألمانية)
- Genealogy of the Royal Family of Belgium (House Saxe-Coburg-Gotha) في أرشيف الإنترنت(أرشفت في  أكتوبر 28, 2009)
- Genealogy of the Royal Family of Italy (House of Savoy) في أرشيف الإنترنت(أرشفت في  أكتوبر 28, 2009) - contains information about Marie-José's children and grandchildren.
- "The May Queen" from eurohistory.com
- Website of the "Queen Marie José international musical composition prize" نسخة محفوظة 30 أغسطس 2005 على موقع واي باك مشين.
- short biography in February 2001 issue of "La Rondine"
- Italy's last queen dies BBC report